# Scotch (ruban adhésif)
Pour les articles homonymes, voir scotch.
Cet article concerne la marque. Pour le terme plus général, voir ruban adhésif.
Scotch et Scotch Tape sont des marques déposées appartenant à la société 3M. L'ingénieur Richard Drew (en) est l'inventeur du système de ruban adhésif transparent sous cette marque en 1930. 
Certaines personnes utilisent le terme « scotch » par antonomase de « ruban adhésif », désignant un adhésif sur une seule face et transparent, permettant par exemple de réparer des déchirures, d'assembler, ou de coller à un mur des feuilles de papier. Cet usage est considéré par le titulaire de la marque comme un usage incorrect dès lors qu'il ne permet pas de reconnaître que « Scotch » est une marque enregistrée. 

## Historique de l'appellation
Aux États-Unis, la mode, dans les années 1920, était de peindre les carrosseries de voiture avec deux couleurs différentes. Les clients exigeaient des délimitations nettes et précises entre les deux tons. Richard « Dick » Drew, un jeune assistant de laboratoire de la société 3M qui à l'époque produisait du papier de verre, constata que les peintres en automobile avaient du mal à réaliser des bordures nettes et chercha avec l'accord de ses supérieurs un système adapté. Il inventa alors, en 1925, un ruban adhésif large de deux pouces (5 cm), collant sur ses deux bords mais pas au milieu. Alors que le produit était testé, un peintre aurait dit « take this tape back to those Scotch bosses of yours and tell them to put more adhesive on it! » (« rapportez ce ruban à vos patrons radins (« Scotch »), et dites-leur de mettre davantage d'adhésif dessus ! »), « Scotch » dans le sens d'« Écossais », à cause de leur réputation à être économes. Le terme restera et sera appliqué à la plus grande invention de Drew en 1930, le ruban adhésif en cellulose et transparent.
Par antonomase, le mot « scotch » est aussi entré dans le langage courant en français européen.

## Rubans adhésifs
En 1932, 3M introduit le premier distributeur de Scotch de bureau, en fonte, il pèse environ 3 kg. En 1939, le premier petit dévidoir de ruban léger apparaît, fait de métal embouti.
Pendant la durée de la Seconde Guerre mondiale, 3M produira plus de 100 types de rubans adhésifs. Le motif de tartan écossais qui caractérisera la marque est mis en place dès la fin de la guerre et 3M se tourne vers le marché grand public.
En 2004, le MoMA de New York inclut le Scotch dans son exposition Humble Masterpieces (« modestes chefs-d'œuvre »).

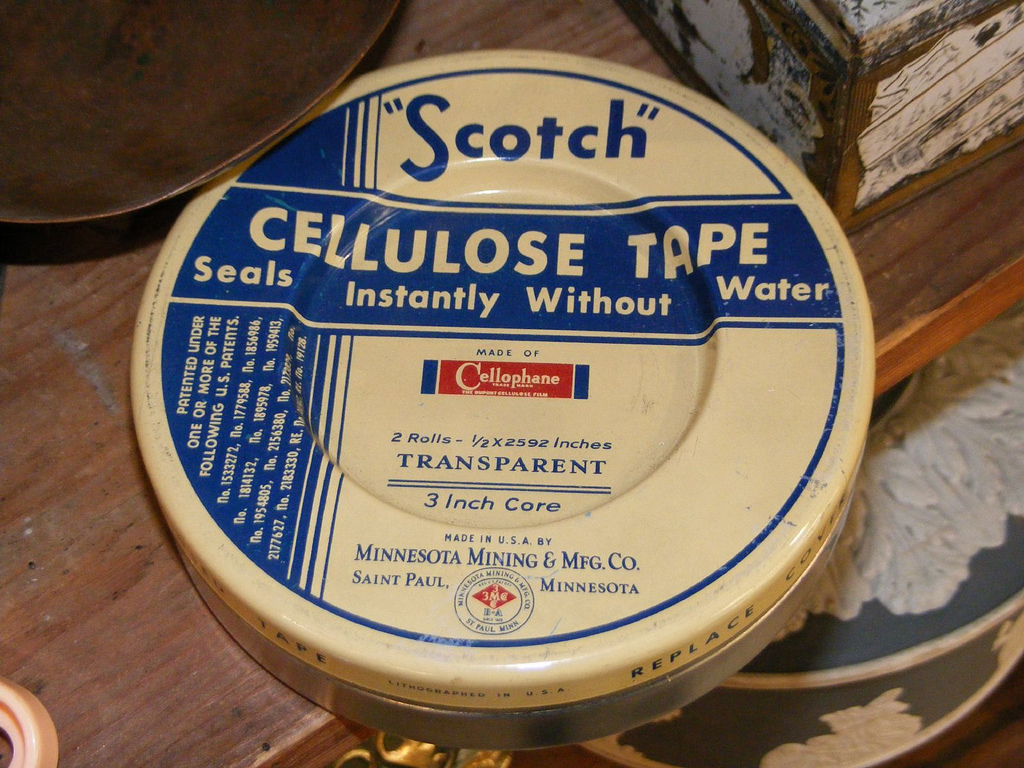
Un des premiers rouleaux de Scotch.
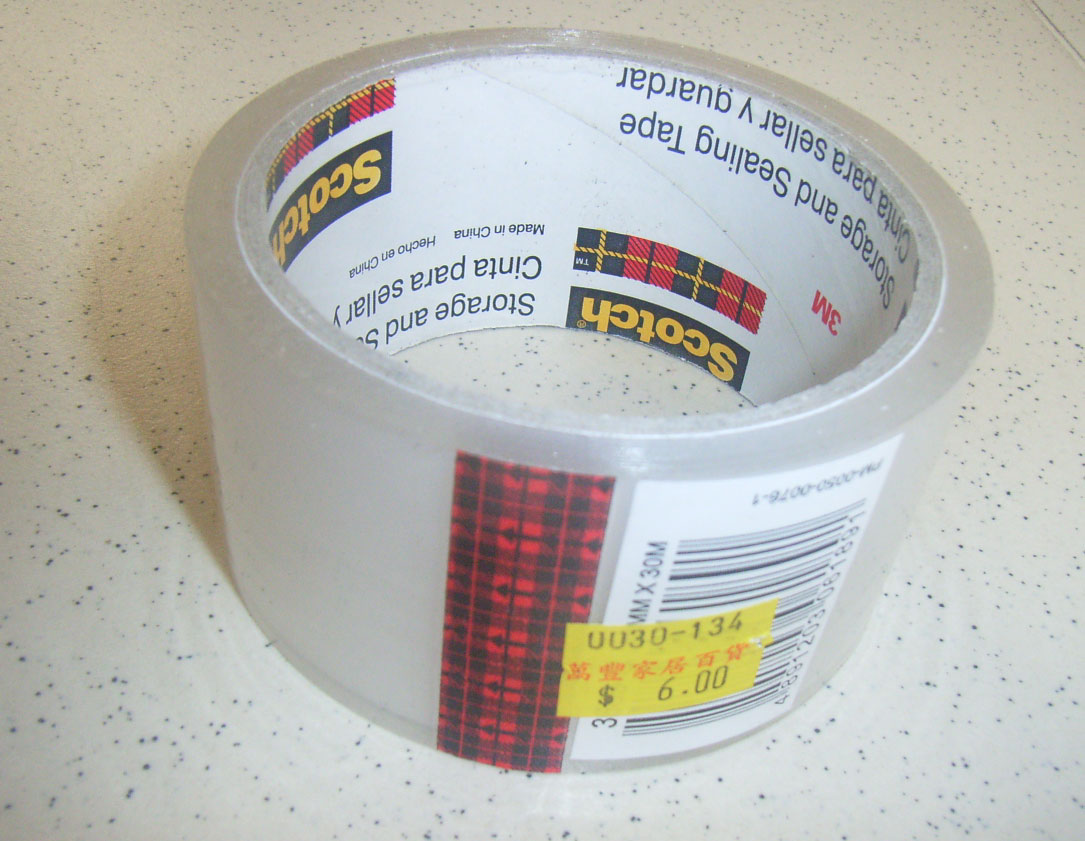
Scotch d'emballage moderne.
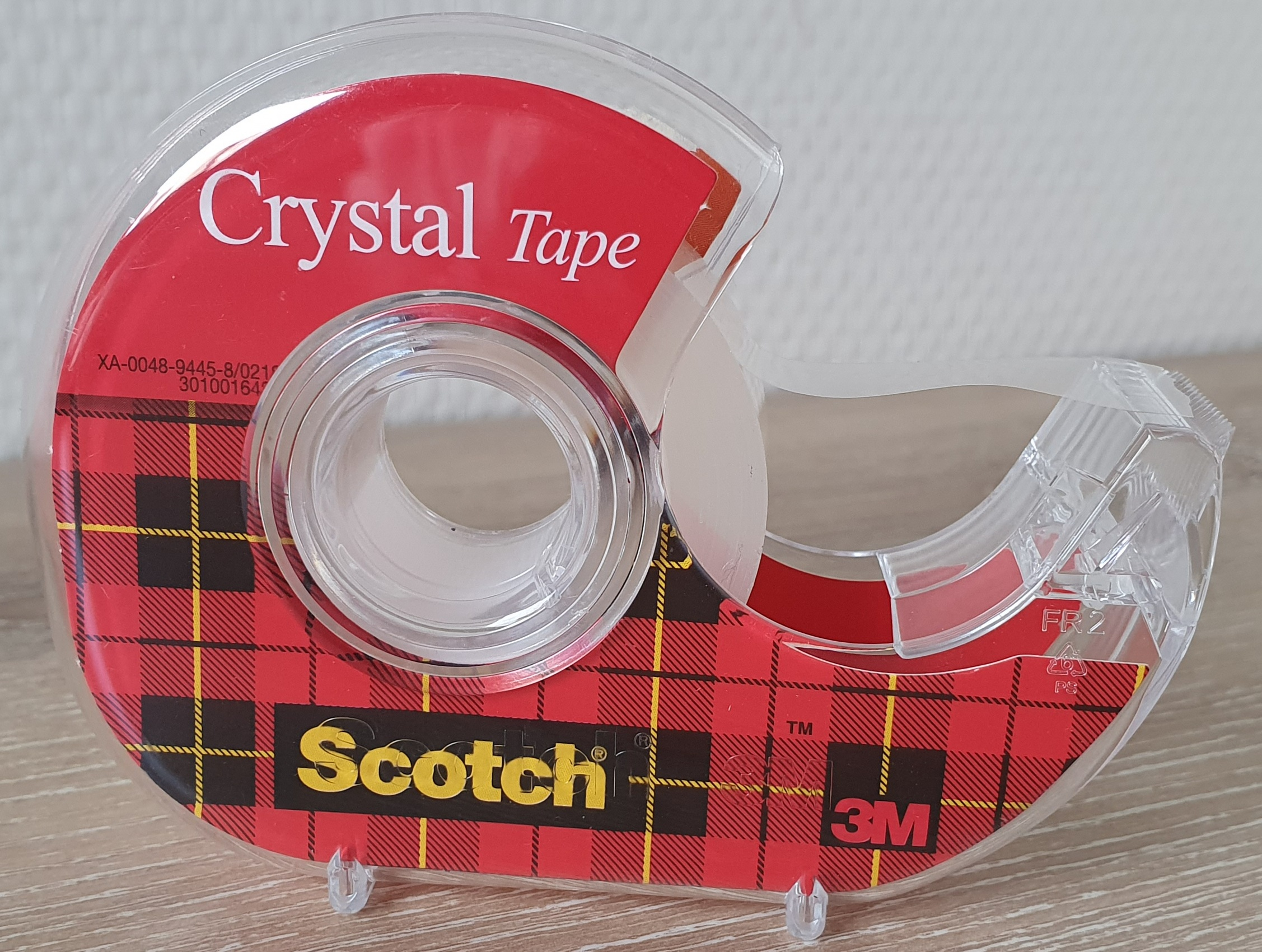
Un rouleau de ruban adhésif Scotch sur son dévidoir en plastique.

## Autres produits de la marque
De 1946 à 1996, 3M a aussi commercialisé des bandes magnétiques sous la marque Scotch. Des pellicules photo ont également été commercialisées sous cette marque. Aujourd'hui, en plus de multiples produits adhésifs, elle commercialise sous cette marque des produits de bureau ou pour la maison comme des colles, des paires de ciseaux, des produits de plastification pour les documents, et des emballages d'expédition (tubes et autres format, comme des enveloppes bulles). 

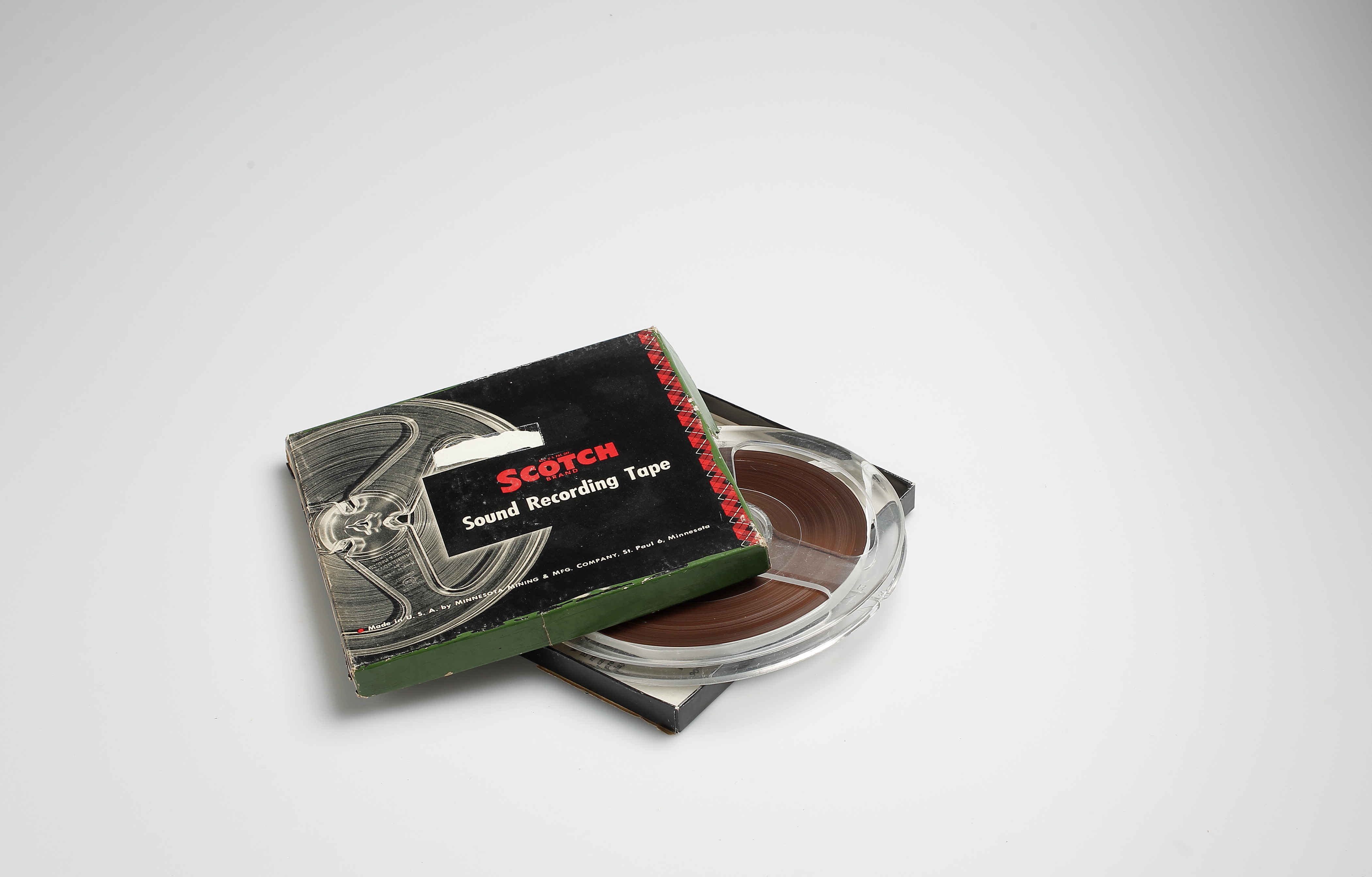
Bande magnétique audio Scotch de ¹⁄₄ pouce.
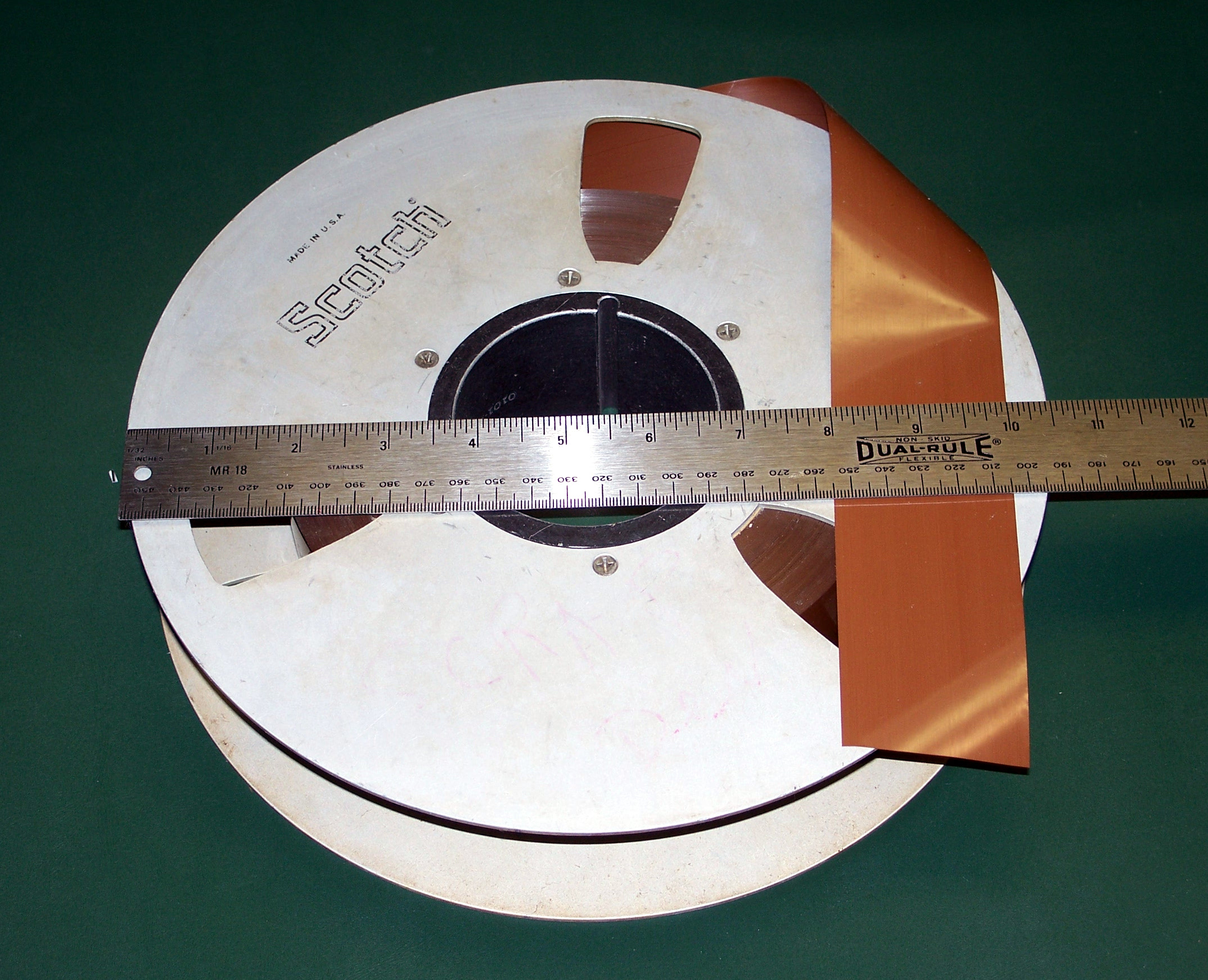
Bande magnétique vidéo de deux pouces (1968).
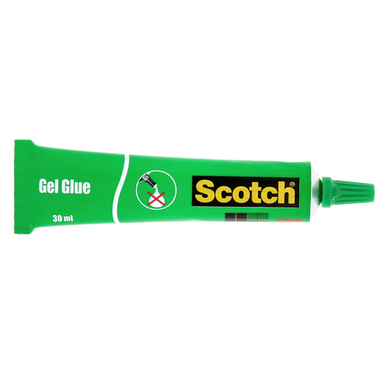
Un tube de colle Scotch.
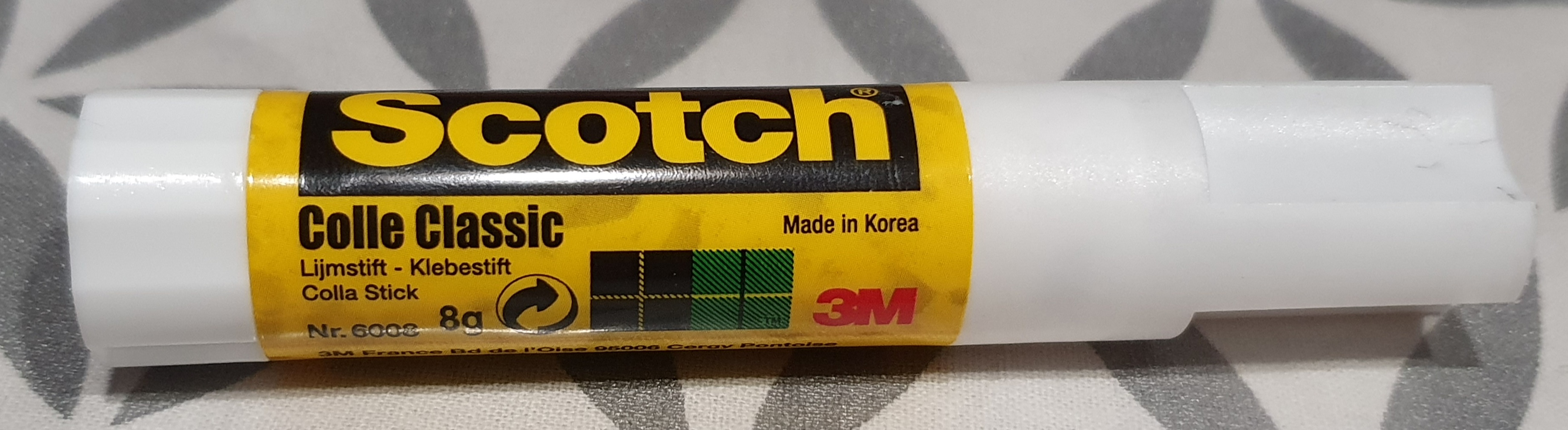
Un bâton de colle Scotch.